# 中國置業投資
中國置業投資控股有限公司（港交所：0736），則是從北方興業換取上市，主席為徐東，主要業務投資中國房地產開發、銷售以及資源開發業務等。

## 中和證券國際
中和證券國際的前身是權富證券，在1970年代創立，當時的名稱是傅蔭權股票公司。2015年11月，中國置業投資以1307萬港元收購權富證券。其後，權富證券易名為中和證券國際。
2020年2月，中和證券國際宣佈結業。

## 連結
- 中國置業投資（页面存档备份，存于）